# Cazul „D”
Cazul “D” este un film românesc din 1966 regizat de Alexandru Boiangiu.